# Phrynopus personatus
Phrynopus personatus é uma espécie de anfíbio anuro da família Craugastoridae. O seu estado de conservação foi avaliado pela Lista Vermelha da UICN como espécie pouco preocupante. Está presente no Peru.